# Hydrobaenus sikhotealinensis
Hydrobaenus sikhotealinensis är en tvåvingeart som beskrevs av Makarchenko 2006. Hydrobaenus sikhotealinensis ingår i släktet Hydrobaenus och familjen fjädermyggor. Inga underarter finns listade i Catalogue of Life.